# Péter Alvinczi
Péter Alvinczi (n. 1570, Aiud – d. 22 noiembrie 1634, Cașovia) a fost un scriitor maghiar, autor de scrieri bisericești și politice.